# Antonio Javier Romero Alfaro
Antonio Javier Romero Alfaro (Puerto Real, Cádiz, 1975), conocido comúnmente como Rori, es un político español, que fue alcalde de Puerto Real entre 2015 y 2019, el quinto alcalde de la villa en la democracia, y fue líder del partido político Sí Se Puede Puerto Real, filial de Podemos, desde su fundación hasta su retirada en 2021.

## Biografía
Desde joven ha estado involucrado en movimientos políticos como manifestaciones en defensa de los Astilleros de Puerto Real. A raíz de los recortes acaecidos durante la crisis económica de 2008 se une a la Marea Naranja, un movimiento social contrario al recorte de las administraciones en los servicios sociales. Se alista en Podemos, en Puerto Real.
En las elecciones del 25 de mayo de 2015 consigue ser la segunda lista más votada, pero consiguiendo los mismos ediles que el partido más votado, el Partido Andalucista de Maribel Peinado (7 ediles). Aun así toma la alcaldía el 13 de junio de 2015 gracias al pacto con Equo (3 ediles) y al apoyo para la investidura de Izquierda Unida (1 edil).
La ceremonia de la investidura fue la más concurrida de las últimas legislaturas y el Ayuntamiento puso pantallas en los patios para que fuera seguido por las numerosas personas que acudieron al Pleno de Investidura.
En las elecciones de mayo de 2019 se presenta por la formación Adelante Puerto Real, que aunaría las fuerzas de Podemos e Izquierda Unida. Consigue ser el partido más votado en esas elecciones, pero tras un pacto entre los ediles del Partido Socialista y Andaluces por Sí pierde la alcaldía para la socialista Elena Amaya.
Después de abandonar la alcaldía se dio a conocer que sería diputado en la Diputación Provincial de Cádiz. El 18 de enero de 2021 dimitió de su cargo de diputado y también de su acta de concejal.En 2023 con la victoria de Confluencia de Izquierdas en Puerto Real, vuelve al gobierno local como concejal responsable del IMPRO, políticas de personal y la EDUSI.